# 請喜歡我
《請喜歡我》（英語：Please Like Me）是一部由喬許·湯瑪斯開創兼主演，於2013年2月28日在ABC2開播的澳大利亞喜劇劇情電視劇。美國由Pivot首播，並自第2季起參與製作。自第3季起，本劇從ABC2移往ABC1首播。
2017年2月2日，主創喬許·湯瑪斯宣布第4季為本劇最終季。

## 故事
二十來歲的賈許被女友克萊兒甩了後，他這才意識到自己是同性戀，並自此展開追尋自我的旅程，與此同時，他還得面對母親蘿絲的憂鬱症，和再婚的父親亞倫間的關係，以及與好友們所面臨的青年問題……

## 製作
本劇主要由喬許·湯瑪斯執筆，同時擔綱飾演男主角賈許，並由馬修·薩維爾執導多數集數。湯瑪斯與製作人托德·阿伯特（Todd Abbott）共同開發了本劇四年之久，並與澳洲廣播公司進行了多次協商。阿伯特視本劇為一部劇情類影集而非情境喜劇，其描繪了一個年輕人將會面臨的景況，其中含有幽默的主題。湯瑪斯構想的這齣節目，期許內容有別於電視史上過往的影集，同時希望能忠於劇本，並以此理想撰寫腳本，而他也希望演員別對劇本笑料做出刻意的反應。
2013年1月，〈西澳洲報〉報導本劇將會在ABC2開播。本劇原本有意在ABC1播出，但電視網認為本劇的收視族群目標偏向年輕一代，應該更適合數位頻道ABC2，而非著重各年齡層的ABC1。但此一決策卻遭受了不少批評，認為其背後主因應該是澳洲廣播公司視其劇情所涉及之同性戀議題不適合主頻道。
2013年9月，ABC1在ABC2首播後的六個月，安排本劇於周三晚間十點播映。
2013年7月，宣布新銳數位有線與衛星電視Pivot將作為本劇在美國播映的頻道，並在首播前，搶先在網路上釋出首集，同時也在日後提供了網上隨選隨看的服務。Pivot另外還架設了一個「pleaselikeme.org」網站，提供觀眾分享個人有關類似本劇相關經歷的平台。
2013年7月26日，宣布ABC與Pivot將共同製播第2季10集，而美國搶先於2014年8月8日首播該季，同時也在該季新增了一些主要演員。2014年7月12日，宣布續訂第3季10集。2016年7月7日，宣布續訂第4季6集。2017年2月2日，湯瑪斯在Twitter與Facebook上，證實第4季為最終季。
由於Pivot的低收視與小眾，所屬公司Participant Media決定在2016年10月31日停止頻道播送，這使得本劇第4季在美國的首播延宕。12月7日，宣布Hulu接手美國版權，成為美國新首要播出頻道。

## 卡司
| 演員               | 角色      | 登場季數        | 登場季數        | 登場季數        | 登場季數        |
| 演員               | 角色      | 1               | 2               | 3               | 4               |
| ------------------ | --------- | --------------- | --------------- | --------------- | --------------- |
| 喬許·湯瑪斯        | 賈許      | 主演            | 主演            | 主演            | 主演            |
| 黛博拉·勞倫斯      | 蘿絲      | 主演            | 主演            | 主演            | 主演            |
| 大衛·羅伯茲        | 亞倫      | 主演            | 主演            | 主演            | 主演            |
| 茱蒂·法爾          | 佩姬      | 主演            | Does not appear | Does not appear | Does not appear |
| 湯瑪斯·華德        | 湯姆      | 主演            | 主演            | 主演            | 主演            |
| 韋德·布里格斯      | 喬佛瑞    | 主演            | 客串            | Does not appear | 客串            |
| 凱特琳·史黛西      | 克萊兒    | 主演            | 主演            | 主演            | 主演            |
| 妮姬塔·李-普利查德 | 妮芙      | 主演            | 主演            | Does not appear | Does not appear |
| 林芮妮             | 梅        | 主演            | 主演            | 主演            | 主演            |
| 安德魯·S·吉爾伯特  | 羅德      | 主演            | Does not appear | Does not appear | Does not appear |
| 丹妮絲·卓斯戴爾    | 金潔      | Does not appear | 主演            | Does not appear | Does not appear |
| 漢娜·蓋茲比        | 漢娜      | Does not appear | 主演            | 主演            | 主演            |
| 查爾斯·科帝爾      | 派崔克    | Does not appear | 主演            | Does not appear | Does not appear |
| 基根·喬伊斯        | 阿諾      | Does not appear | 主演            | 主演            | 主演            |
| 莎洛特·尼戴歐      | 珍妮      | Does not appear | 主演            | Does not appear | Does not appear |
| 鮑伯·富蘭克林      | 史都華    | Does not appear | 主演            | 常設            | Does not appear |
| 艾蜜莉·巴克萊      | 艾拉      | Does not appear | Does not appear | 主演            | 主演            |
| 尼克·科迪          | 史提夫    | Does not appear | 常設            | 客串            | Does not appear |
| 羅姿·哈蒙德        | 瑪麗蓮    | Does not appear | 常設            | Does not appear | Does not appear |
| 安德蕾雅·鮑威爾    | 海柔      | Does not appear | 常設            | Does not appear | Does not appear |
| 大衛·奎克          | 班·羅賓森 | Does not appear | Does not appear | 常設            | 常設            |
| 蘿伊·洛什尼根·柯比 | 梅母      | 客串            | 客串            | Does not appear | Does not appear |
| 崔蔡·帕塔納柴洛斯  | 梅父      | 客串            | 客串            | Does not appear | Does not appear |
| 傑夫·莫瑞爾        | 布魯斯    | Does not appear | Does not appear | 客串            | 客串            |
| 吉娜·萊利          | 唐娜      | Does not appear | Does not appear | 客串            | 客串            |

### 主要角色
| 演員               | 角色   | 介紹                                                                 | 登場 季數 | 登場 集數 |
| 喬許·湯瑪斯        | 賈許   | 全名：約書亞（Joshua），在與女友克萊兒分手後，才正視自己可能是個同性戀者。 | 1-4       | 32        |
| 黛博拉·勞倫斯      | 蘿絲   | 賈許的母親，患有憂鬱症。                                             | 1-4       | 29        |
| 大衛·羅伯茲        | 亞倫   | 賈許的父親，蘿絲的前夫，相當關切蘿絲的病況。                         | 1-4       | 27        |
| 茱蒂·法爾          | 佩姬   | 蘿絲的阿姨，是個虔誠的基督教徒。                                     | 1         | 4         |
| 丹妮絲·卓斯戴爾    | 金潔   | 蘿絲的精神病院院友，患有躁鬱症，同時也是性愛成癮症患者。             | 2         | 5         |
| 湯瑪斯·華德        | 湯姆   | 全名：湯瑪士（Thomas），賈許的好友。                                       | 1-4       | 30        |
| 韋德·布里格斯      | 喬佛瑞 | 賈許的男友，湯姆的同事。                                             | 1-2, 4    | 8         |
| 凱特琳·史黛西      | 克萊兒 | 賈許的前女友。                                                       | 1-4       | 21        |
| 林芮妮             | 梅     | 泰國裔，亞倫的第二任妻子，家境富裕又深愛亞倫。                       | 1-4       | 22        |
| 妮姬塔·李-普利查德 | 妮芙   | 湯姆的女友，個性不受賈許這幫好友喜愛。                               | 1-2       | 9         |
| 安德魯·S·吉爾伯特  | 羅德   | 與蘿絲在網路交友網站認識，進而嘗試約會。                             | 1         | 3         |
| 漢娜·蓋茲比        | 漢娜   | 蘿絲的精神病院院友，同樣患有憂鬱症，為一名女同性戀者。               | 2-4       | 22        |
| 查爾斯·科帝爾      | 派崔克 | 賈許與湯姆的室友，為一名同性戀者。                                   | 2         | 8         |
| 基根·喬伊斯        | 阿諾   | 患有焦慮症，為一名素食者，賈許的新男友。                             | 2-4       | 22        |
| 莎洛特·尼戴歐      | 珍妮   | 派崔克的朋友，年滿18歲的高中生。                                     | 2         | 5         |
| 鮑伯·富蘭克林      | 史都華 | 蘿絲的精神病院院友，患有創傷後壓力症候群，與蘿絲相戀。               | 2-3       | 9         |
| 艾蜜莉·巴克萊      | 艾拉   | 湯姆的新女友。                                                       | 3-4       | 11        |

### 常設角色
| 演員               | 角色      | 介紹                                 | 登場 季數 | 登場 集數 |
| 尼克·科迪          | 史提夫    | 派崔克的朋友，阿諾無血緣關係的哥哥。 | 2-3       | 3         |
| 大衛·奎克          | 班·羅賓森 | 賈許的約砲對象，罹患腦動脈瘤。       | 3-4       | 4         |
| 傑夫·莫瑞爾        | 布魯斯    | 阿諾的養父，有些恐同。               | 3-4       | 2         |
| 吉娜·萊利          | 唐娜      | 阿諾的養母，非常支持阿諾。           | 3-4       | 2         |
| 羅姿·哈蒙德        | 瑪麗蓮    | 阿諾的精神科醫師。                   | 2         | 2         |
| 安德蕾雅·鮑威爾    | 海柔      | 史都華的妻子。                       | 2         | 2         |
| 蘿伊·洛什尼根·柯比 |           | 梅的母親，定居於泰國。               | 1-2       | 2         |
| 崔蔡·帕塔納柴洛斯  |           | 梅的父親，定居於泰國。               | 1-2       | 2         |

## 集數
| 季數 | 集数 | 集数 | 首播日期       | 首播日期       | 首播日期 |
| 季數 | 集数 | 集数 | 首映           | 季终           | 电视网   |
| ---- | ---- | ---- | -------------- | -------------- | -------- |
| 1    | 6    | 6    | 2013年2月28日  | 2013年3月28日  | ABC2     |
| 2    | 10   | 10   | 2014年8月12日  | 2014年10月14日 | ABC2     |
| 3    | 10   | 10   | 2015年10月15日 | 2015年12月17日 | ABC1     |
| 4    | 6    | 6    | 2016年11月9日  | 2016年12月14日 | ABC1     |

## 評價
本劇首播後，獲得普遍的讚賞。於爛番茄整合的評論中，第1季獲得100%新鮮度、8.75/10分（6名評論家）。在Metacritic整合的評論中，本劇獲得75分（滿分100分；5名評論家），屬普遍的好評。
〈AfterElton.com〉的安東尼·D·蘭福德）說道他「絕對喜歡這迷人的影集。它有趣、甜蜜且豐富人心。」同時讚揚喬許·湯瑪斯對賈許的詮釋，並期許美國的電視網能夠效仿本劇。〈Music.com.au〉的安德魯·馬斯特（Andrew Mast）讚揚韋德·布里格斯“自然的表現”以及資深女演員茱蒂·法爾，而他認為湯瑪斯的執筆不錯且富喜劇性，但銀幕上的表現卻未達預期。〈TV Tonight〉的大衛·諾克斯（David Knox）稱讚演員群的演出，並認為賈許與其父母間的化學作用，為節目創造了一個“豐富的喜劇疆域”，同時也認同本劇呈現了「充滿笑料、悲傷與見解的自信」。
〈News.com.au〉的柯林·維克利（Colin Vickery）與達倫·德弗林（Darren Devlyn）稱本劇「有種美味，使它脫離其他喜劇。」〈世紀報〉的吉爾斯·拉迪讚揚本劇「開創新局面」，而非對同志角色定型。他認為本劇趨近真實而不像是情境喜劇，比如劇中的出櫃與自殺之幽默不存在噱頭，賈許與其家人和朋友亦異常的契合。史考特·艾利斯（Scott Ellis）則相信本劇是部相當重要的節目，也是ABC應該多加關注的作品類型。他同時認為本劇用“柔和”的洞察力包裹著“艱澀的議題”。評論家克雷格·馬錫森也認同本劇黑暗的時刻是最幽默的一部分，並將其和美國喜劇《路易單人秀》相提並論。本劇也曾受邀參加位在巴黎的系列狂熱電視節（Series Mania Television Festival）
〈影音俱樂部〉將本劇第2季列為該年度最佳節目之一，並讚揚該季的鏡位及湯瑪斯的表現。〈衛報〉則讚揚本劇劇本。

## 獎項
| 年度 | 大獎               | 獎項                         | 入圍者                                                      | 結果 |
| ---- | ------------------ | ---------------------------- | ----------------------------------------------------------- | ---- |
| 2013 | 澳洲編劇工會獎     | 喜劇類：情境及敘事           | 喬許·湯瑪斯、莉茲·多倫、湯瑪斯·華德（集數：葡式蛋塔）       | 獲獎 |
| 2013 | 澳洲編劇工會獎     | 喜劇類：情境及敘事           | 喬許·湯瑪斯、莉茲·多倫、湯瑪斯·華德（集數：西班牙蛋）       | 提名 |
| 2014 | 澳洲影視藝術學院獎 | 最佳電視喜劇及輕娛樂影集獎   | 托德·阿伯特                                                 | 獲獎 |
| 2014 | 澳洲影視藝術學院獎 | 最佳電視喜劇演出獎           | 喬許·湯瑪斯                                                 | 提名 |
| 2014 | 澳洲影視藝術學院獎 | 最佳電視戲劇及喜劇導演獎     | 馬修·薩維爾（集數：葡式蛋塔）                               | 提名 |
| 2014 | GLAAD媒體獎        | 最佳喜劇類影集獎             | 最佳喜劇類影集獎                                            | 提名 |
| 2014 | 澳洲導演工會獎     | 最佳電視喜劇導演獎           | 馬修·薩維爾（集數：葡式蛋塔）                               | 獲獎 |
| 2014 | 黃金薔薇獎         | 情境喜劇獎                   | 情境喜劇獎                                                  | 提名 |
| 2014 | 洛吉獎             | 最佳輕娛樂節目獎             | 最佳輕娛樂節目獎                                            | 提名 |
| 2014 | 國際艾美獎         | 最佳喜劇類影集獎             | 最佳喜劇類影集獎                                            | 提名 |
| 2014 | 澳洲銀幕剪輯艾莉獎 | 最佳電視喜劇剪輯獎           | 茱莉-安妮·德·魯沃（集數：法式吐司）                         | 提名 |
| 2015 | 澳洲影視藝術學院獎 | 最佳電視喜劇類影集獎         | 托德·阿伯特、喬許·湯瑪斯、凱文·懷特                         | 提名 |
| 2015 | 澳洲影視藝術學院獎 | 最佳電視戲劇及喜劇導演獎     | 馬修·薩維爾（集數：健行乾果）                               | 提名 |
| 2015 | 澳洲影視藝術學院獎 | 最佳電視戲劇及喜劇編劇獎     | 喬許·湯瑪斯（集數：健行乾果）                               | 獲獎 |
| 2015 | 澳洲影視藝術學院獎 | 最佳電視喜劇演出獎           | 黛博拉·勞倫斯                                               | 獲獎 |
| 2015 | 澳洲影視藝術學院獎 | 最佳電視喜劇演出獎           | 喬許·湯瑪斯                                                 | 提名 |
| 2015 | 澳洲影視藝術學院獎 | 最佳電視音效獎               | 約翰·威爾金森、賽門·羅森堡                                  | 提名 |
| 2015 | 洛吉獎             | 最佳人氣男演員獎             | 喬許·湯瑪斯                                                 | 提名 |
| 2015 | 洛吉獎             | 最佳喜劇節目獎               | 最佳喜劇節目獎                                              | 提名 |
| 2015 | GLAAD媒體獎        | 最佳喜劇類影集獎             | 最佳喜劇類影集獎                                            | 提名 |
| 2015 | 澳洲編劇工會獎     | 喜劇類：情境及敘事           | 喬許·湯瑪斯（集數：健行乾果）                               | 獲獎 |
| 2015 | 澳洲導演工會獎     | 最佳電視喜劇導演獎           | 馬修·薩維爾（集數：健行乾果）                               | 獲獎 |
| 2015 | 澳洲銀幕剪輯艾莉獎 | 最佳電視喜劇剪輯獎           | 茱莉-安妮·德·魯沃（集數：第二季）                           | 獲獎 |
| 2015 | 澳洲銀幕製作人獎   | 年度喜劇電視製作獎           | Guesswork Television                                        | 獲獎 |
| 2015 | 棱鏡獎             | 喜劇影集集數及多集故事獎     | 集數：第二季                                                | 提名 |
| 2015 | 道林獎             | 年度LGBTQ電視節目獎          | 年度LGBTQ電視節目獎                                         | 提名 |
| 2015 | 道林獎             | 年度小眾電視節目獎           | 年度小眾電視節目獎                                          | 提名 |
| 2016 | GLAAD媒體獎        | 最佳喜劇類影集獎             | 最佳喜劇類影集獎                                            | 提名 |
| 2016 | 洛吉獎             | 最佳男演員獎                 | 喬許·湯瑪斯                                                 | 提名 |
| 2016 | 洛吉獎             | 最佳喜劇節目獎               | 最佳喜劇節目獎                                              | 提名 |
| 2016 | 澳洲編劇工會獎     | 喜劇類：情境及敘事           | 喬許·湯瑪斯（集數：法式紅酒燉雞）                           | 提名 |
| 2016 | 澳洲編劇工會獎     | 喜劇類：情境及敘事           | 喬許·湯瑪斯、莉茲·多倫（集數：有臉的鬆餅）                  | 獲獎 |
| 2016 | 澳洲編劇工會獎     | 喜劇類：情境及敘事           | 喬許·湯瑪斯、莉茲·多倫、湯瑪斯·華德（集數：單一碳水化合物） | 提名 |
| 2016 | 澳洲銀幕剪輯艾莉獎 | 最佳電視喜劇剪輯獎           | 茱莉-安妮·德·魯沃（集數：聖誕鬆糕）                         | 獲獎 |
| 2016 | 澳洲銀幕製作人獎   | 年度喜劇電視製作獎           | Guesswork Television                                        | 提名 |
| 2016 | 棱鏡獎             | 喜劇影集集數及多集故事獎     | 集數：第二季                                                | 提名 |
| 2016 | 澳洲影視藝術學院獎 | 最佳電視喜劇類影集獎         | 托德·阿伯特、喬許·湯瑪斯、麗莎·王、凱文·懷特                | 提名 |
| 2017 | 洛吉獎             | 最佳女配角獎                 | 黛博拉·勞倫斯                                               | 獲獎 |
| 2017 | 洛吉獎             | 最佳喜劇節目獎               | 最佳喜劇節目獎                                              | 獲獎 |
| 2017 | 澳洲編劇工會獎     | 喜劇類：情境及敘事           | 喬許·湯瑪斯、湯瑪斯·華德、莉茲·多倫（集數：碗裝墨西哥飯）   | 提名 |
| 2017 | 澳洲導演工會獎     | 最佳電視及SVOD喜劇節目導演獎 | 馬修·薩維爾（集數：碗裝墨西哥飯）                           | 獲獎 |
| 2017 | 澳洲銀幕剪輯艾莉獎 | 最佳電視喜劇剪輯獎           | 茱莉-安妮·德·魯沃（集數：碗裝墨西哥飯）                     | 提名 |
| 2017 | 澳洲銀幕製作人獎   | 年度喜劇電視製作獎           | Guesswork Television                                        | 獲獎 |
| 2017 | 澳洲影視藝術學院獎 | 最佳電視喜劇演出獎           | 黛博拉·勞倫斯                                               | 提名 |
| 2017 | 澳洲影視藝術學院獎 | 最佳電視戲劇及喜劇導演獎     | 馬修·薩維爾（集數：試菜套餐）                               | 提名 |

## 海外播出
| 季數 | 季數 | 美國   | 美國           | 全球    | 全球           |
| 季數 | 季數 | 電視網 | 首播日期       | 電視網  | 首播日期       |
| ---- | ---- | ------ | -------------- | ------- | -------------- |
|      | 1    | Pivot  | 2013年8月1日   | Netflix | 2016年11月30日 |
|      | 2    | Pivot  | 2014年8月8日   | Netflix | 2016年11月30日 |
|      | 3    | Pivot  | 2015年10月16日 | Netflix | 2016年11月30日 |
|      | 4    | Hulu   | 2017年1月7日   | Netflix | 2017年2月4日   |

## 外部連結
- 官方网站（英文）
- 互联网电影数据库（IMDb）上《請喜歡我》的资料（英文）